# Mareuil-la-Motte
Mareuil-la-Motte är en kommun i departementet Oise i regionen Hauts-de-France i norra Frankrike. Kommunen ligger i kantonen Lassigny som tillhör arrondissementet Compiègne. År 2022 hade Mareuil-la-Motte 606 invånare.

## Befolkningsutveckling
Antalet invånare i kommunen Mareuil-la-Motte
| Referens: INSEE |